# Paracharon caecus
Paracharon caecus är en spindeldjursart som beskrevs av Hansen 1921. Paracharon caecus ingår i släktet Paracharon och familjen Paracharontidae. Inga underarter finns listade i Catalogue of Life.